# پرستوی صخره دریای سرخ
پرستوی صخره دریای سرخ (نام علمی: Hirundo perdita) نام یک گونه از سرده پرستوهای صخره است.